# Sisyropa painei
Sisyropa painei är en tvåvingeart som beskrevs av Louis-Paul Mesnil 1964. Sisyropa painei ingår i släktet Sisyropa och familjen parasitflugor. Inga underarter finns listade i Catalogue of Life.